# Детская (остановочный пункт)
Детская — остановочный пункт маршрута Москва — Фрязино Ярославского направления Московской железной дороги. Находится в городе Ивантеевка Московской области.
Имеет две пассажирские высокие боковые платформы. Не оборудован турникетами.
Остановочный пункт находится в границах станции Ивантеевка, у платформ организован железнодорожный разъезд. Разъезд находится на однопутном участке, используется для скрещения встречных поездов или ночного отстоя электропоездов. Для грузовой работы использоваться не может — подъездных путей нет.
Время движения от Ярославского вокзала около 1 часа, от платформы Фрязино-Пасс. — около 7 минут.

## Транспорт
К платформе общественный транспорт не подходит, поблизости конечная остановка "Микрорайон Детская" маршрутов:
- 6 (Детская — Заводская — Детская)
- 22 (Пушкино — Ивантеевка)
- 316 (Ивантеевка — Москва (метро «ВДНХ»))